# Bus stop (nummer)
Bus stop is een single van de Britse popgroep The Hollies. Het nummer was geschreven door Graham Gouldman en werd op 18 mei 1966 opgenomen in de EMI Studios. Het plaatje kwam op 17 juni 1966 uit in het Verenigd Koninkrijk. en in de weken daarna in een groot aantal andere landen.
Op 22 oktober 1966 verscheen in de Verenigde Staten en Canada een langspeelplaat van The Hollies met de titel Bus stop, met Bus stop als openingsnummer.

## Onderwerp
De ik-figuur in het liedje leert zijn latere vrouw kennen tijdens een regenbui bij een bushalte. Hij laat haar meeschuilen onder zijn paraplu. Daarna komen ze elkaar vaker tegen bij de bushalte en zo ontstaat een romance.
Graham Gouldman, de schrijver van het liedje, vertelde later dat zijn vader Hyme Gouldman eraan had meegeschreven. De beginregel is van zijn hand.

## Bezetting
Bus stop was het eerste nummer van The Hollies waarop Bernie Calvert meespeelde in plaats van Eric Haydock. Zijn meespelen was bedoeld als tijdelijke vervanging, maar kort daarop trad hij definitief tot de groep toe. De bezetting van het nummer was:
- Allan Clarke, zang
- Tony Hicks, sologitaar, achtergrondzang
- Graham Nash, slaggitaar, achtergrondzang
- Bernie Calvert, basgitaar
- Bobby Elliott, drums

## Hitnoteringen
Het plaatje haalde de vijfde plaats in zowel de Britse UK Singles Chart als de Amerikaanse Billboard Hot 100. Het was de eerste Amerikaanse toptienhit van de groep.
In Nederland haalde het de derde plaats in de Nederlandse Top 40 en de vierde plaats in de Parool Top 20. In de hitparade van Wallonië (sinds 1995 de Ultratop 50 Singles) kwam het plaatje tot de 19e plaats. In de Duitse Musikmarkt Top 100 haalde het de negende plaats.

### Nederlandse Top 40
| Hitnotering: 9-7-1966 t/m 17-9-1966 | Hitnotering: 9-7-1966 t/m 17-9-1966 | Hitnotering: 9-7-1966 t/m 17-9-1966 | Hitnotering: 9-7-1966 t/m 17-9-1966 | Hitnotering: 9-7-1966 t/m 17-9-1966 | Hitnotering: 9-7-1966 t/m 17-9-1966 | Hitnotering: 9-7-1966 t/m 17-9-1966 | Hitnotering: 9-7-1966 t/m 17-9-1966 | Hitnotering: 9-7-1966 t/m 17-9-1966 | Hitnotering: 9-7-1966 t/m 17-9-1966 | Hitnotering: 9-7-1966 t/m 17-9-1966 | Hitnotering: 9-7-1966 t/m 17-9-1966 | Hitnotering: 9-7-1966 t/m 17-9-1966 |
| Week:                               | 1                                   | 2                                   | 3                                   | 4                                   | 5                                   | 6                                   | 7                                   | 8                                   | 9                                   | 10                                  | 11                                  |                                     |
| ----------------------------------- | ----------------------------------- | ----------------------------------- | ----------------------------------- | ----------------------------------- | ----------------------------------- | ----------------------------------- | ----------------------------------- | ----------------------------------- | ----------------------------------- | ----------------------------------- | ----------------------------------- | ----------------------------------- |
| Positie:                            | 28                                  | 14                                  | 8                                   | 6                                   | 4                                   | 3                                   | 7                                   | 8                                   | 10                                  | 15                                  | 29                                  | uit                                 |

### Parool Top 20
| Hitnotering: 9-7-1966 t/m 17-9-1966 | Hitnotering: 9-7-1966 t/m 17-9-1966 | Hitnotering: 9-7-1966 t/m 17-9-1966 | Hitnotering: 9-7-1966 t/m 17-9-1966 | Hitnotering: 9-7-1966 t/m 17-9-1966 | Hitnotering: 9-7-1966 t/m 17-9-1966 | Hitnotering: 9-7-1966 t/m 17-9-1966 | Hitnotering: 9-7-1966 t/m 17-9-1966 | Hitnotering: 9-7-1966 t/m 17-9-1966 | Hitnotering: 9-7-1966 t/m 17-9-1966 | Hitnotering: 9-7-1966 t/m 17-9-1966 | Hitnotering: 9-7-1966 t/m 17-9-1966 | Hitnotering: 9-7-1966 t/m 17-9-1966 |
| Week:                               | 1                                   | 2                                   | 3                                   | 4                                   | 5                                   | 6                                   | 7                                   | 8                                   | 9                                   | 10                                  | 11                                  |                                     |
| ----------------------------------- | ----------------------------------- | ----------------------------------- | ----------------------------------- | ----------------------------------- | ----------------------------------- | ----------------------------------- | ----------------------------------- | ----------------------------------- | ----------------------------------- | ----------------------------------- | ----------------------------------- | ----------------------------------- |
| Positie:                            | 12                                  | 12                                  | 8                                   | 7                                   | 7                                   | 4                                   | 10                                  | 11                                  | 13                                  | 18                                  | 20                                  | uit                                 |

### NPO Radio 2 Top 2000
| Nummer met noteringen in de NPO Radio 2 Top 2000 | '99  | '00  | '01  | '02  | '03  | '04  | '05  | '06  | '07  | '08  | '09  | '10  | '11  | '12  | '13  | '14  |
| ------------------------------------------------ | ---- | ---- | ---- | ---- | ---- | ---- | ---- | ---- | ---- | ---- | ---- | ---- | ---- | ---- | ---- | ---- |
| Bus Stop                                         | 1555 | 1131 | 1293 | 1324 | 1480 | 1552 | 1357 | 1165 | 1543 | 1365 | 1315 | 1484 | 1767 | 1987 | 1699 | 1988 |

1. ↑  Een vetgedrukt getal geeft de hoogste notering aan.
2. ↑  Deze tabel is bijgewerkt tot en met de laatste editie (2024).

## Covers
- Classics IV zetten het nummer op hun album Spooky uit 1968.[10]
- Graham Gouldman, de schrijver van het liedje, nam het zelf ook op voor zijn debuutalbum als solo-artiest, The Graham Gouldman thing uit 1968.[11]
- Herman's Hermits namen het nummer op voor hun album Both sides of Herman's Hermits uit 1966.[12]
- Arjen Anthony Lucassen zong het nummer voor zijn album Strange hobby uit 1996.[13]
- Francis Magalona en Ely Buendia brachten samen het nummer op het album In love and war uit 2010.[14]
- Gene Pitney zette het nummer op zijn album Golden greats uit 1967.[15]
- Candies zongen het nummer in het Japans op hun album Abunai Doyoubi - Candies No Sekai uit 1974.[16]